# 迪加奧
洛迪高·艾芬奴·杜斯山度士·列特（葡萄牙語：Rodrigo Ifrano dos Santos Leite，1985年10月14日—），別稱迪加奧（Digão），生於巴西首都巴西利亞，是一位巴西足球後衛，現已退役。他是前AC米蘭球星卡卡的親弟弟。

## 球會生涯
迪加奧出身巴西的國內勁旅聖保羅，但在2004年，他已被意甲勁旅AC米蘭帶到歐洲。在2005年夏天，迪加奧被外借到較低組別的球會里米尼效力，以汲取比賽經驗。經過兩年的外借生涯後，AC米蘭在2007年夏天把他收回。
迪加奧在2007年9月6日對的友誼賽中，首次為AC米蘭上陣。他在該場比賽中並沒有取得入球，卻領了一面黃牌。此外，迪加奧在意大利盃對的首回合賽事中亦有上陣。他在2008年3月1日對陣拉齐奥的賽事下半場入替協助球隊1-1與拉素言和。可是，到現時為止他還未曾在欧冠比賽中替球隊上陣過。
在2008年8月13日，比利時聯賽冠軍球隊標準列治宣布已和AC米蘭達成協議，借用迪加奧，為期一年。